# Печерний парк Грабовача
Грабовача (хорв. Grabovača) — гора і комплекс печер (печерний парк), розташований Хорватії в історичній області Ліка поруч з містом Перушич (за 2,5 км від його центру). Державна установа «Печерний парк Грабовача» було засновано ву 2006 році. Площа її території складає 595,5 га.
Печерний парк розташований на горі заввишки 770 м, що належать до масиву Велебит. На заході межує з карстовою долиною річки Ліка.
На східній стороні гори знаходяться історичні пам'ятники: вежі кули XVI століття і церква XVII століття. На Грабовачі безліч підземних карстових печер. Печерний комплекс рясніє кальцитовими утвореннями. До його складу входять 6 печер і одна карстова шахта, з них 3 печери визнані пам'ятками природи.
Парк знаходиться під місцевою охороною та управлінням. Печери доступні для відвідування в будь-який час року, крім зими.

## Печера Самоград
З печер найбільш популярною є Самоград, розташована на східному схилі гори на висоті 675 м над рівнем моря. Її довжина становить 240 м, висота стель — від 4 до 30 м. Ширина в деяких місцях доходить до 25-30 м. Від входу печера поступово розширюється, переходить в зал і потім знову звужується. Для зручності туристів обладнано східці і стежки. Температура повітря в печері становить 7-10°C.
Всього в печері 4 зали. Перший з них, зал Фраса, названий на честь місцевого шкільного інспектора Юлія Фраса, який в 1850 описав печеру. Другий, зал Перушич, названий на честь дворянського роду Перушич. Зал Карловича названий на честь Івана Карловича, місцевого правителя XVI століття. Нарешті, зал Кукулевича, названий на честь історика Івана Кукулевича-Сакцинського, який займався антропологічними дослідженнями печери.